# 6
6 — невисокосний рік, що почався в неділю за григоріанським календарем.

## Події
- Велике іллірійське повстання — початок.
- Юдея зроблена прокураторською провінцією Риму зі столицею в Кесарії.
- Сульпіцій Квіріній — легат Сирії, наглядає за обкладанням Юдеї податками та починає з цієї нагоди перепис в Юдеї. (Йосип Флавій, Юдейські старожитності XVIII 1.1; Новий Заповіт (Лк.2: 2).)